# 툰성

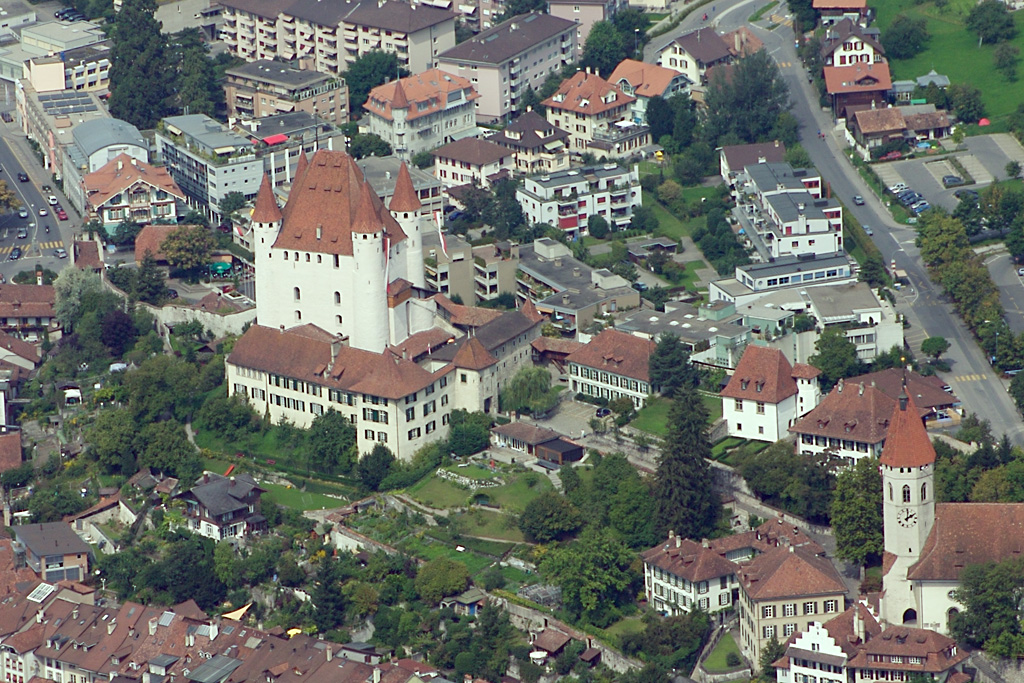
툰성의 공중뷰

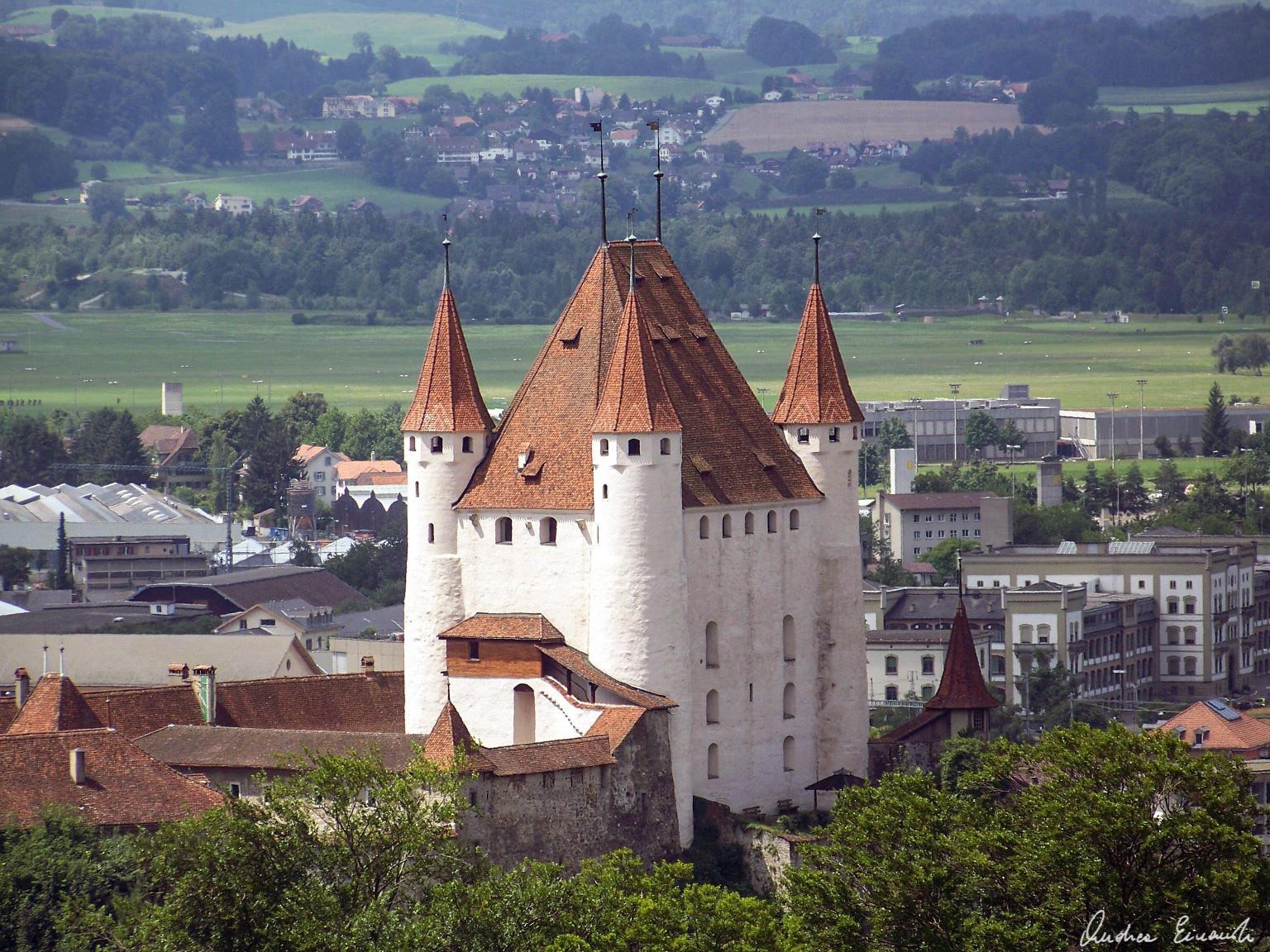
성의 또 다른 뷰

툰성(독일어: Schloss Thun)은 스위스 베른주의 툰에 있는 성이다. 그것은 12세기에 지어졌으며 오늘날 툰성 박물관이 있으며, 스위스 국가중요문화재이다.

## 역사
중세 초기에는 성 언덕 꼭대기에 작은 요새와 교회가 있었다. 성은 1180년에서 1190년 사이에 체링겐의 공작 베르톨트 5세에 의해 지어졌으며, 그는 기사회관(독일어: Rittersaal) 수준까지 여전히 보존된 성채를 건설했다. 14m 높이의 기사회관은 체링겐 권력에 대한 기념비의 중심으로 지어졌다. 그러나 가문은 성에 살지 않았고, 부르크도르프성을 선호했다. 1218년에는 키부르크 가문에 상속되었다. 그들은 체링겐성 위로 상층부를 지었다. 누가 남부 키부르크 땅을 통치할 것인지에 대한 논쟁으로 1322년에 에버하르트 2세 폰 키부르크가 성에서 그의 형제 하르트만 2세를 살해했다. 그의 새로 취득한 땅을 합스부르크 왕가로부터 보호하기 위해 에버하르트 2세는 그 땅을 베른에 팔았고, 즉시 봉읍으로 돌려주었다. 키부르크는 1382년 졸로투른에 대한 루돌프 2세의 실패한 습격이 부르크도르프 전쟁(Burgdorferkrieg) 또는 키부르크 전쟁(Kyburgerkrieg)을 시작하기 전까지 거의 2세기 동안 이 지역을 통치했다. 베른이 몇 번의 결정적인 승리를 거두자 키부르크는 불리한 평화를 인정할 수밖에 없었다. 1384년 베른은 키부르크 땅의 가장 중요한 도시인 툰과 부르크도르프를 사들였다. 성은 베른의 통제하에 있었고, 그들의 지방 행정의 소재지가 되었다.
거대한 지붕(1430-36)은 베른 시대의 것이다. 성에 거주지가 없었기 때문에 1429년에 관리와 주거용 별관이 성 서쪽에 추가되었으며, 후기 고딕 양식으로 지어졌으며 "신성"으로 알려졌다. 성은 지방 법원의 자리였으며 적어도 17세기부터 천수각 지붕 아래에 감옥이 있었다. 1886년에 성 부지에 새로운 감옥이 세워졌다. 2년 후인 1888년에 성 안에 박물관이 문을 열었다. 한동안 간수는 티켓 판매인이자, 박물관 경비원이기도 했다.
2006년에 성은 베른주 툰시가 매입했다. 2009년 말까지 베른 고원 지방 법원은 성에 기반을 두고 있었다.

## 성 박물관
성 박물관은 탑의 5개 층에 있으며 약 4,000년에 걸친 지역의 발전을 보여주는 문화 및 역사적 전시물을 포함한다. 2월과 10월 사이에는 매일 문을 열고 나머지 기간에는 일요일에만 문을 연다. 그레이트 홀은 콘서트나 연극에 사용되며 개인 행사를 위해 대여할 수 있다.